# Walter von Reichenau

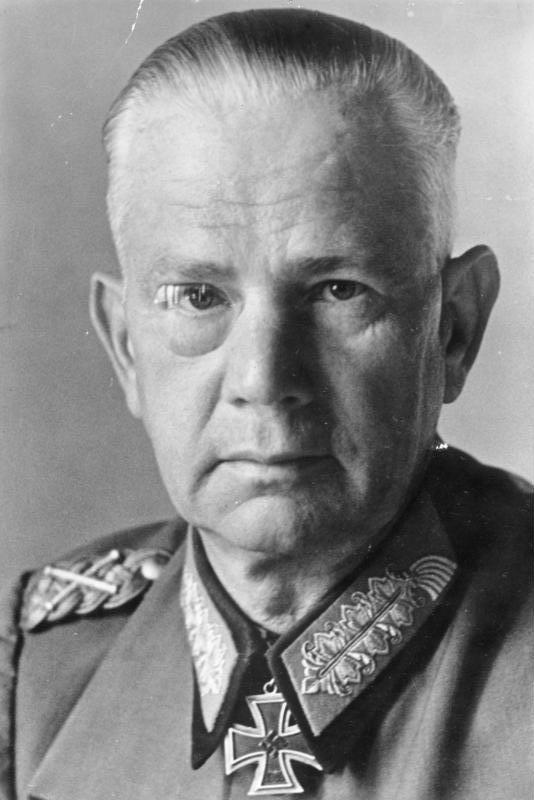
Walter von Reichenau, 1941

Walter Karl Gustav August Ernst von Reichenau (* 8. Oktober 1884 in Karlsruhe; † 17. Januar 1942  auf dem Lufttransport von Poltawa nach Lemberg) war ein deutscher Heeresoffizier (seit 1940 Generalfeldmarschall). Er war seit 1933 federführend bei der Eingliederung der Reichswehr in den NS-Staat tätig. Während des Zweiten Weltkrieges war Reichenau als Armee- und Heeresgruppenoberbefehlshaber an führender Stelle an Kriegsverbrechen in der Sowjetunion beteiligt.

## Leben

### Kaiserreich und Erster Weltkrieg
Walter von Reichenau war ein Sohn des späteren preußischen Generalleutnants Ernst August von Reichenau (1841–1919) und dessen Ehefrau Elisabeth, geborene Greve. Einer seiner Brüder war der Schriftsteller und Publizist Ernst von Reichenau. Nach bestandenem Abitur am Königlichen Gymnasium in Düsseldorf trat Reichenau am 14. März 1903 als Fahnenjunker in die Preußische Armee ein und kam zum 1. Garde-Feldartillerie-Regiment nach Berlin. 1908 unternahm Reichenau mit seinem Vater eine Reise nach Südamerika. Zu Beginn des Ersten Weltkrieges war Reichenau Adjutant des 1. Garde-Feldartillerie-Regiments, und in dieser Stellung wurde er noch im Verlauf des Jahres 1914 zum Hauptmann befördert und mit dem Eisernen Kreuz II. und I. Klasse ausgezeichnet. Im folgenden Jahr wurde er zum Generalstab versetzt, und im Lauf des Jahres 1915 diente er als Zweiter Generalstabsoffizier (Ib) der 47. Reserve-Division sowie anschließend als Erster Generalstabsoffizier (Ia) der 7. Kavallerie-Division.

### Weimarer Republik
In der Zeit vom Waffenstillstand bis zu seiner Übernahme in die Reichswehr war Reichenau Generalstabsoffizier beim Grenzschutz Ost in Schlesien und Pommern.
Bis Anfang der 1930er Jahre wurde Reichenau in verschiedenen Stellungen verwendet. 1924 wurde er zum Major und 1929 zum Oberstleutnant befördert. Seit 1931 war er Chef des Stabs im ostpreußischen Wehrkreis I / 1. Division, dessen Befehlshaber Werner von Blomberg, der spätere Reichswehrminister, war. Am 1. Februar 1932 erfolgte die Beförderung zum Oberst.
Er heiratete im April 1919 auf Schloss Militsch in Schlesien Alexandrine Gräfin Maltzan Freiin zu Wartenberg und Penzlin (1895–1984).

### Rolle im Sport
Bis zum Ersten Weltkrieg war von Reichenau als Leichtathlet aktiv, später spielte er Tennis und fuhr Ski. Als Leichtathletiktrainer in Münster entdeckte er Hans Hoffmeister, den deutschen Meister im Diskuswurf von 1926, 1930 und 1931 und Olympiateilnehmer von 1928. Zudem war er ein begeisterter Fußballspieler. 1909 organisierte er eine Fußballmeisterschaft im preußischen Gardekorps. Als Mitglied des Berliner SC lernte er Carl Diem kennen, dem er freundschaftlich verbunden blieb. Gemeinsam entwickelten die beiden Männer das Konzept des ab 1913 verliehenen Sportabzeichens und waren dann auch die ersten beiden Absolventen. Er gehörte dem Organisationskomitee der Spiele 1936 in Berlin an und wurde anschließend auf Betreiben von Diem Mitglied des IOC.
Für Reichenau war der Sport „nur Mittel zum Zweck, nicht eigentliches Ziel“. Dieses Ziel war die Vorbereitung der militärischen Ausbildung mit Breitensport, denn „ein guter Sportsmann ist ein guter Soldat“. Besondere Bedeutung maß er den Mannschaftssportarten zu, da sie die „Unterordnung des Einzelwillens unter den Gesamtwillen“ fördern würden. Sein Ideal war eine Nivellierung von Standesunterschieden durch den Sport. Aber auch als „Sportgeneral“, wie er genannt wurde, konnte er seine Vorstellungen in der Wehrmacht nicht durchsetzen.

### Zeit des Nationalsozialismus

#### Vorkriegszeit

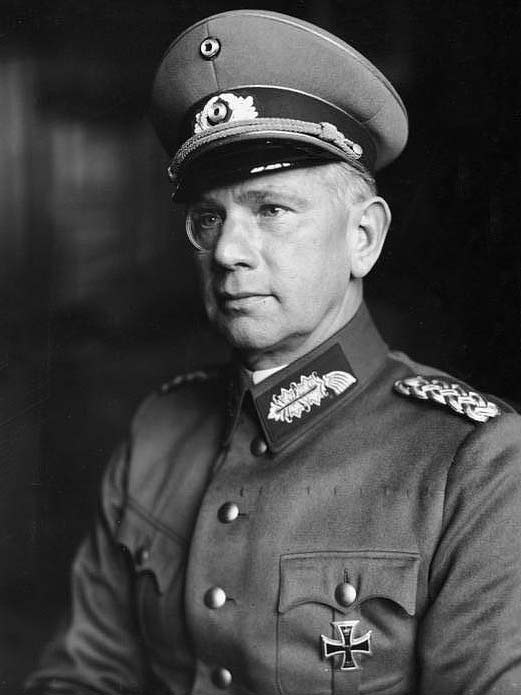
Walter von Reichenau als Generalmajor und Chef des Ministeramtes, 1934

Bereits vor der „Machtergreifung“ knüpfte Reichenau Kontakte zur NSDAP wie zu Adolf Hitler selbst, mit dem er im April 1932 – wahrscheinlich erstmals – eine persönliche Unterredung geführt hatte. Ab 1933 ging auch Reichenaus Karriere voran: Mit der Ernennung Blombergs zum Reichswehrminister wurde er am 1. Februar 1933 Chef des Ministeramtes im Reichswehrministerium. In dieser Position kündigte er die nach außen vorgetragene politische Neutralität, die die Reichswehr gegenüber allen Regierungen der Weimarer Republik gezeigt hatte, auf und formulierte die Parole: „Hinein in den neuen Staat, nur so können wir die uns gebührende Position behaupten.“ Am 1. Februar 1934, kurz nach seiner Beförderung zum Generalmajor, wurde er im Zuge der Umstrukturierung der Reichswehr Chef des neugeschaffenen Wehrmachtamtes und blieb damit engster Berater Blombergs.
Zunächst hatte Reichenau keinerlei Berührungsängste gegenüber der SA, mit der er schon 1933 im ostpreußischen Grenzschutz gut zusammengearbeitet hatte. Im Juni 1933 legte er Pläne für einen „Wehrstaat“ vor, in dem die gesamte Jugend in Wehrsport, vormilitärischer Ausbildung und Wehrpflicht militärisch gedrillt werden sollte. In diesem Konzept sollte die SA die gesamte Rekrutenausbildung übernehmen. Er handelte mit dem SA-Chef Ernst Röhm aus, dass die SA das Reichskuratorium für Jugendertüchtigung übernehmen sollte, eine bereits 1932 gegründete Tarnorganisation, mit Rücksicht auf den Versailler Vertrag, zur militärischen Aufrüstung. Sie sollte künftig dem SA-Obergruppenführer Friedrich-Wilhelm Krüger unterstehen. Mit diesem Konzept brach Reichenau mit der traditionellen Vorstellung vom Militär als „Schule der Nation“. Die künftige Reichswehr stellte sich der für die damalige Zeit modern denkende Offizier vielmehr als Organisation der bewaffneten Spezialisten der Kriegführung vor. Die SA-freundliche Haltung Reichenaus zeigte sich auch in seiner Weisung vom Oktober 1933 an die Wehrkreiskommandos, die Interessen der SA möglichst zu berücksichtigen.
Erst im Februar 1934 geriet Reichenau mit Röhm in Konflikt, der bereits ab Sommer 1933 für die SA Kompetenzen zur Mobilmachung und die Kriegführung einforderte sowie die Reichswehr den SA-Strukturen zu unterstellen beabsichtigte. Damit schien die Monopolstellung der Reichswehr als einzigen „Waffenträgers der Nation“ bedroht. Daher drängte Reichenau gemeinsam mit Blomberg am 27. Juni 1934 Hitler zum Handeln: Die SA musste entmachtet werden, ebenso die konservativen Eliten um Vizekanzler Franz von Papen, die einer völligen Machteroberung der Nationalsozialisten noch im Wege standen. Als Papen um eine Audienz bei Reichspräsident Paul von Hindenburg für den 28. Juni 1934 nachsuchte, versetzten Blomberg, Reichenau und Reinhard Heydrich, der Chef des Sicherheitsdiensts der SS, ihre Truppen in Alarmbereitschaft. Am 30. Juni 1934 wurde in den Röhm-Morden der Führungskader der SA ermordet, ebenso mehrere konservative Gegner des Regimes und die Reichswehrgeneräle Kurt von Schleicher und Ferdinand von Bredow, beide Amtsvorgänger Reichenaus als Chef des Ministeramts. Reichenau gehörte mit Hermann Göring und dem Reichsführer SS Heinrich Himmler zu dem „furchtbaren Triumvirat […], das an diesem 30. Juni 1934 über Leben und Tod entschied“: Die drei Männer gingen gemeinsam Namenslisten durch und entschieden durch Kopfschütteln oder Nicken, wer sterben sollte.
Nach Hindenburgs Tod am 2. August 1934 befahlen Blomberg und Reichenau allen Reichswehrangehörigen, einen persönlichen Treueeid auf Hitler abzulegen, ohne dass es dafür eine gesetzliche Grundlage gab. Ihnen kam es darauf an, das Bündnis zwischen Reichswehr und Führer noch enger zu schmieden und konkurrierende Machtansprüche von Partei und SS abzuwehren. Der Text der Vereidigung stammte von Reichenau selbst. Er war mitverantwortlich für die Einführung des Hakenkreuzes als Hoheitssymbol bei der Reichswehr und die Anwendung des Arierparagraphen bei Soldaten. Reichenau war maßgeblich am Aufbau der Wehrmacht und ihrem Einbau in den nationalsozialistischen Staat beteiligt.
Am 1. Oktober 1935 wurde er zum Kommandierenden General des VII. Armeekorps und des Wehrkreises VII in München ernannt, verbunden mit der Beförderung zum Generalleutnant. Ein Jahr darauf erfolgte die Beförderung zum General der Artillerie. Im Jahr 1938 wurde Reichenau im Zusammenhang mit der Blomberg-Fritsch-Krise mit der Führung des Heeresgruppenkommandos IV in Leipzig betraut. Er war als Befehlshaber der 10. Armee am Einmarsch in das Sudetenland und später an der „Zerschlagung der Rest-Tschechei“ beteiligt.
Reichenau, der seit seiner ersten Begegnung mit Hitler 1931 zu dessen Bewunderern zählte, „propagierte und förderte“ die Eingliederung der Reichswehr in das nationalsozialistische System wie „kein Zweiter“. Deshalb wird er von Historikern auch als (erster) „politischer General“ bezeichnet. Er bekannte sich öffentlich zur „nationalsozialistischen Wehrmacht“, verlangte von Soldaten nationalsozialistische Weltanschauung und die Wahrung der „ewigen Werte unsres Volkstums von Blut und Rasse“. Trotz dieser Bekenntnisse soll er nach Angaben seiner Mitarbeiter selbst kein überzeugter Nationalsozialist gewesen sein. Vielmehr zielte seine Militärpolitik darauf ab, den Berufsoffizieren eine starke Stellung im „wehrfreudigen“ NS-System zu sichern.

#### Zweiter Weltkrieg

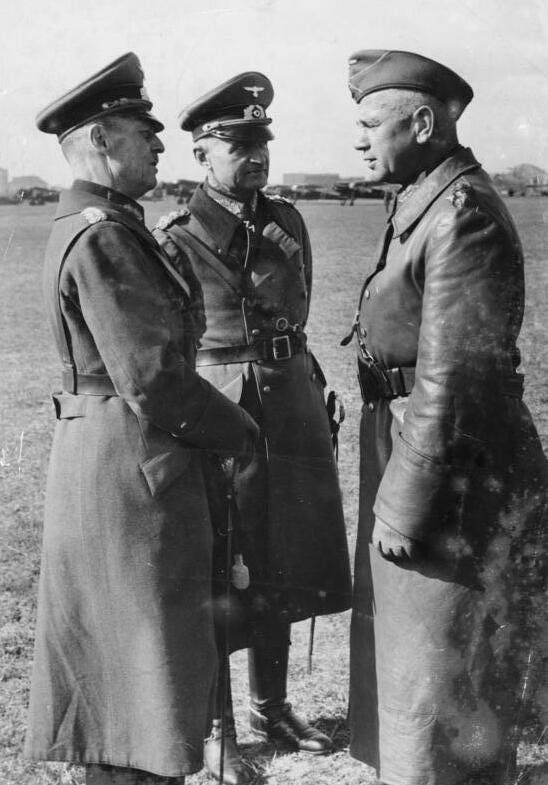
Von links nach rechts: Gerd von Rundstedt, Johannes Blaskowitz und Walter von Reichenau (Flugplatz Warschau). Aufnahme September 1939

Am Überfall auf Polen nahm Reichenau als Oberbefehlshaber der 10. Armee, der Schwerpunkt-Stoßarmee auf Warschau, teil. Am 30. September 1939 erhielt er das Ritterkreuz des Eisernen Kreuzes, mit dem 1. Oktober 1939 wurde er zum Generaloberst befördert. Er protestierte in Polen gegen Gräueltaten der SS an der Zivilbevölkerung. 
Im Westfeldzug 1940 kommandierte Reichenau die 6. Armee und nahm in dieser Stellung die Kapitulation Belgiens entgegen. Hitler ernannte ihn am 19. Juli 1940, nach dem Sieg über Frankreich, wie acht andere Generale des Heeres und drei der Luftwaffe zu Generalfeldmarschällen.

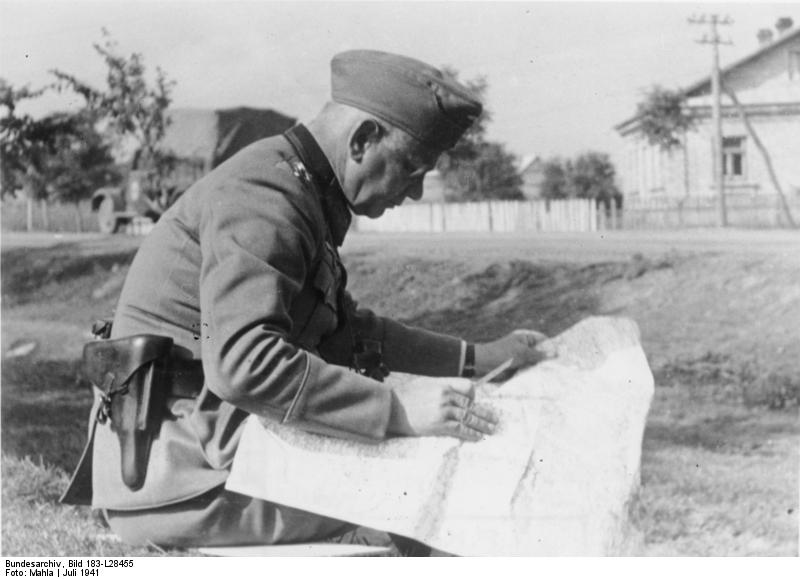
Walter von Reichenau Juli 1941 in der Ukraine

Ab Beginn des Unternehmens Barbarossa unterstand Reichenau die 6. Armee der Heeresgruppe Süd. Sie kämpfte unter anderem im September 1941 in der Schlacht um Kiew. Reichenau nahm im Juli 1941 bei einem Frontbesuch „spontan“ an einem Sturmangriff teil und verdiente sich so das Infanteriesturmabzeichen, ein für einen Generalfeldmarschall ungewöhnlicher Einsatz. Dies ging einher mit einem unter der Wehrmacht weit verbreiteten Narrativ und einer Militärdoktrin einer Führung von vorne, also dem Wunsch, auch als Angehöriger der Generalität selbst im Kampf zu stehen.
Hitler entließ am 1. Dezember 1941 Gerd von Rundstedt, weil dieser einen taktischen Rückzug aus Rostow befohlen hatte, um seine Truppen vor Einkesselung und Vernichtung zu bewahren. Hitler ernannte am 1. Dezember 1941 Reichenau an Rundstedts Stelle zum Oberbefehlshaber der Heeresgruppe Süd. Er blieb vorerst in Personalunion Oberbefehlshaber der 6. Armee. Sein Nachfolger bei der 6. Armee sollte auf Reichenaus Empfehlung, für viele überraschend, sein früherer Stabschef Friedrich Paulus werden. Dieser trat den Posten allerdings erst nach Reichenaus Tod an.

##### Rolle Reichenaus und Kriegsverbrechen
Wie andere Generäle war er gegen den Westfeldzug bzw. Hitlers Befehl zum Angriff auf Frankreich. Von Reichenau sprach sich sowohl gegen den Westfeldzug als auch gegen das Unternehmen Barbarossa aus. Im Winter 1941 protestierte er gegen einen ausgreifenden Vormarsch nach Osten. Um die Disziplin aufrechtzuerhalten, befahl er in Polen 1939 eine strenge Bestrafung von Soldaten bei Verbrechen wie Plünderungen, Vergewaltigungen und Morden. Er äußerte Zweifel an der Zweckmäßigkeit der deutschen Besatzungspolitik in der Ukraine. Die rücksichtslose Ausbeutung zwinge die Bevölkerung zu einem bewaffneten Widerstand, die damit zu einer schweren Gefahr für die Truppe und ihre rückwärtigen Verbindungen werde.
Im Krieg gegen die Sowjetunion propagierte Reichenau als überzeugter Anhänger Hitlers den „Weltanschauungskrieg“ gegen „Bolschewisten“ und Juden. Als Befehlshaber der 6. Armee trug er (Mit-)Verantwortung für Massaker in seinem Verantwortungsbereich: Beim Massaker in Belaja Zerkow am 22. August 1941 war es Reichenau, der den Befehl für die Ermordung von 90 jüdischen Kindern in Belaja Zerkow gab, deren Eltern man zusammen mit allen 800 bis 900 ortsansässigen Juden zwischen dem 8. und 19. August 1941 erschossen hatte. Als der Offizier der Wehrmacht Helmuth Groscurth unter Umgehung des Dienstweges über das Schicksal der zunächst verschont gebliebenen Kinder eine eigene Entscheidung des Armeeoberkommandos verlangte, bestätigte Reichenau, dass auch die Kinder zu erschießen seien.
Aufgrund enger Kontakte zum Führer des Sonderkommandos 4a, SS-Standartenführer Paul Blobel, kam es außerdem zur engen Zusammenarbeit zwischen Wehrmacht und Sonderkommando beim größten Massaker in der besetzten Sowjetunion während des Zweiten Weltkriegs, dem Massaker von Babyn Jar, bei dem über 33.000 Juden innerhalb von zwei Tagen erschossen wurden (29./30. September 1941). Angehörige der Wehrmacht bewachten den Ort während des Mordens und bedeckten die Leichen nach dem Massaker durch Sprengungen mit Erde.
Am 10. Oktober 1941 erließ er den so genannten „Reichenau-Befehl“, der bis hinunter auf die Ebene der Kompanien verteilt und vorgelesen wurde:

„[…] Das wesentlichste Ziel des Feldzuges gegen das jüdisch-bolschewistische System ist die völlige Zerschlagung der Machtmittel und die Ausrottung des asiatischen Einflusses im europäischen Kulturkreis. Hierdurch entstehen auch für die Truppe Aufgaben, die über das hergebrachte einseitige Soldatentum hinausgehen. Der Soldat ist im Ostraum nicht nur ein Kämpfer nach den Regeln der Kriegskunst, sondern auch Träger einer unerbittlichen völkischen Idee und der Rächer für alle Bestialitäten, die deutschem und artverwandtem Volkstum zugefügt wurden. […] Deshalb muß der Soldat für die Notwendigkeit der harten, aber gerechten Sühne am jüdischen Untermenschentum volles Verständnis haben. Sie hat den weiteren Zweck, Erhebungen im Rücken der Wehrmacht, die erfahrungsgemäß stets von Juden angezettelt wurden, im Keime zu ersticken. […]“

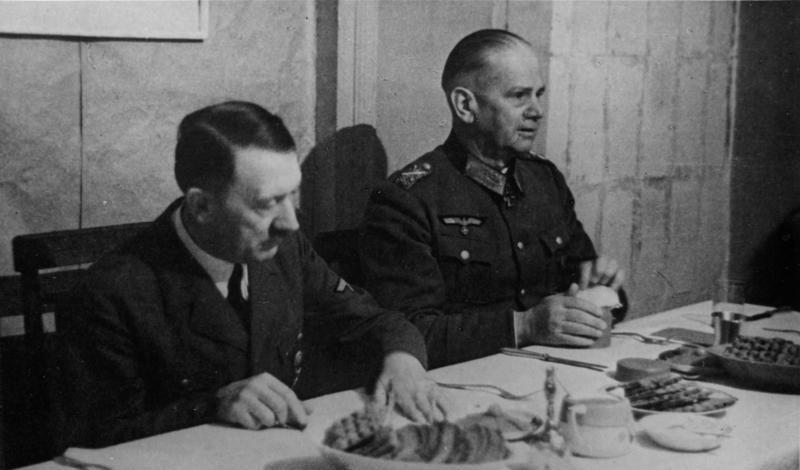
Adolf Hitler und Walter von Reichenau im Hauptquartier der 6. Armee in Shitomir. Aufnahme September 1941

Adolf Hitler bezeichnete den Reichenau-Befehl als „ausgezeichnet“ und befahl allen Armeeoberbefehlshabern an der Ostfront, Reichenaus Beispiel zu folgen.

##### Tod
Am 14. Januar 1942 erlitt Reichenau nach einem Waldlauf bei minus 40 Grad Celsius einen schweren Schlaganfall. Auf dem Lufttransport zur Behandlung nach Deutschland am 17. Januar 1942 starb Reichenau im Flugzeug zwischen Poltawa und Lwiw. Er wurde auf dem Berliner Invalidenfriedhof beigesetzt.
1944 erhielten seine Nachkommen eine Dotation an Grundbesitz im Wert von 1,01 Millionen Reichsmark.

## Auszeichnungen (Auswahl)
- Eisernes Kreuz II. und I. Klasse[28]
- Sturmabzeichen[17]
- Ritterkreuz des Königlichen Hausordens von Hohenzollern mit Schwertern
- Ritterkreuz des Eisernen Kreuzes (30. September 1939)